# Piton Baille-Argent
Le piton Baille-Argent est un sommet situé sur l'île de Basse-Terre en Guadeloupe.
S'élevant à 606 mètres d'altitude, il se trouve sur la commune de Pointe-Noire.

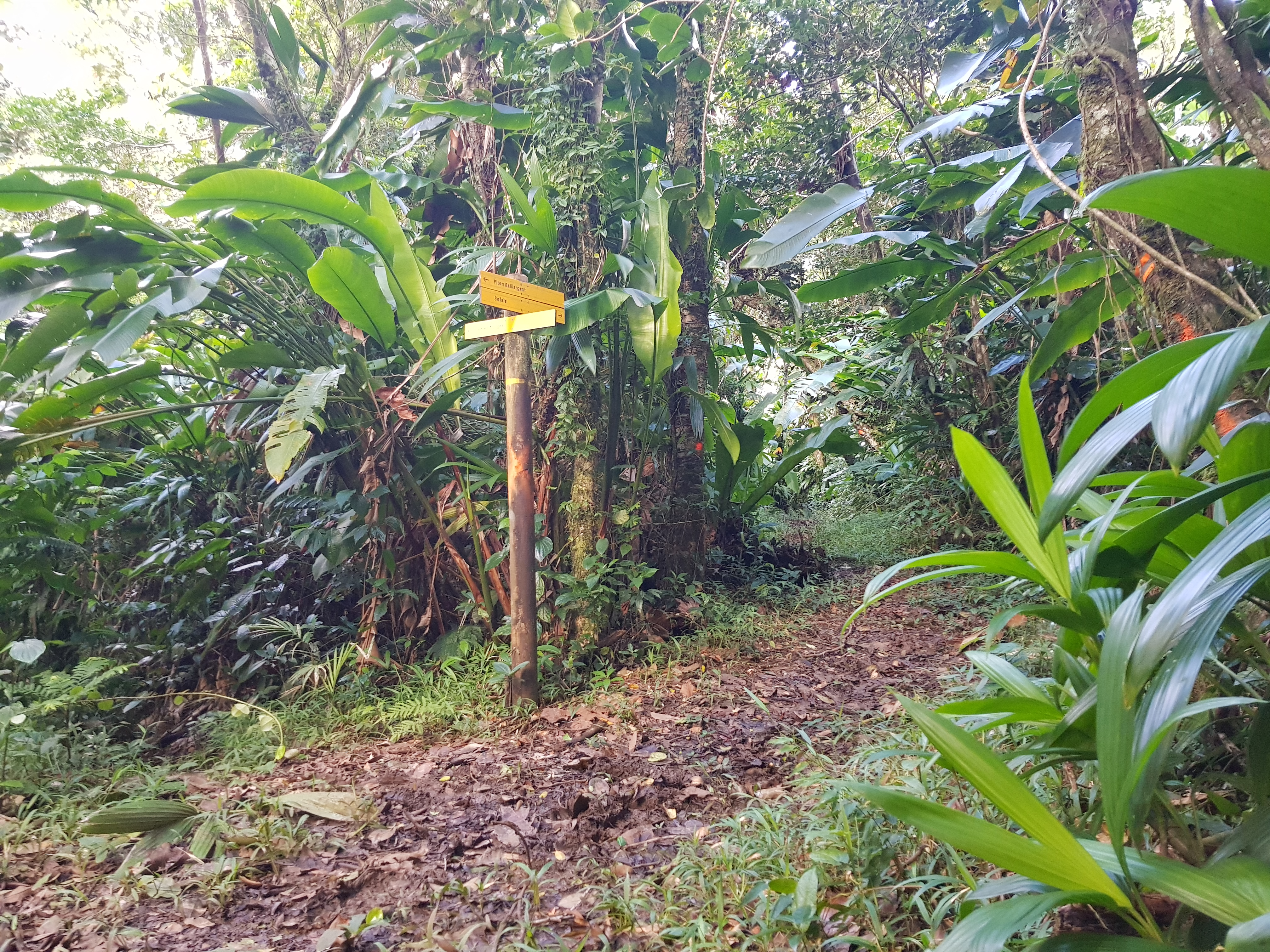
Panneau de croisements du sentier du piton Baille-Argent.
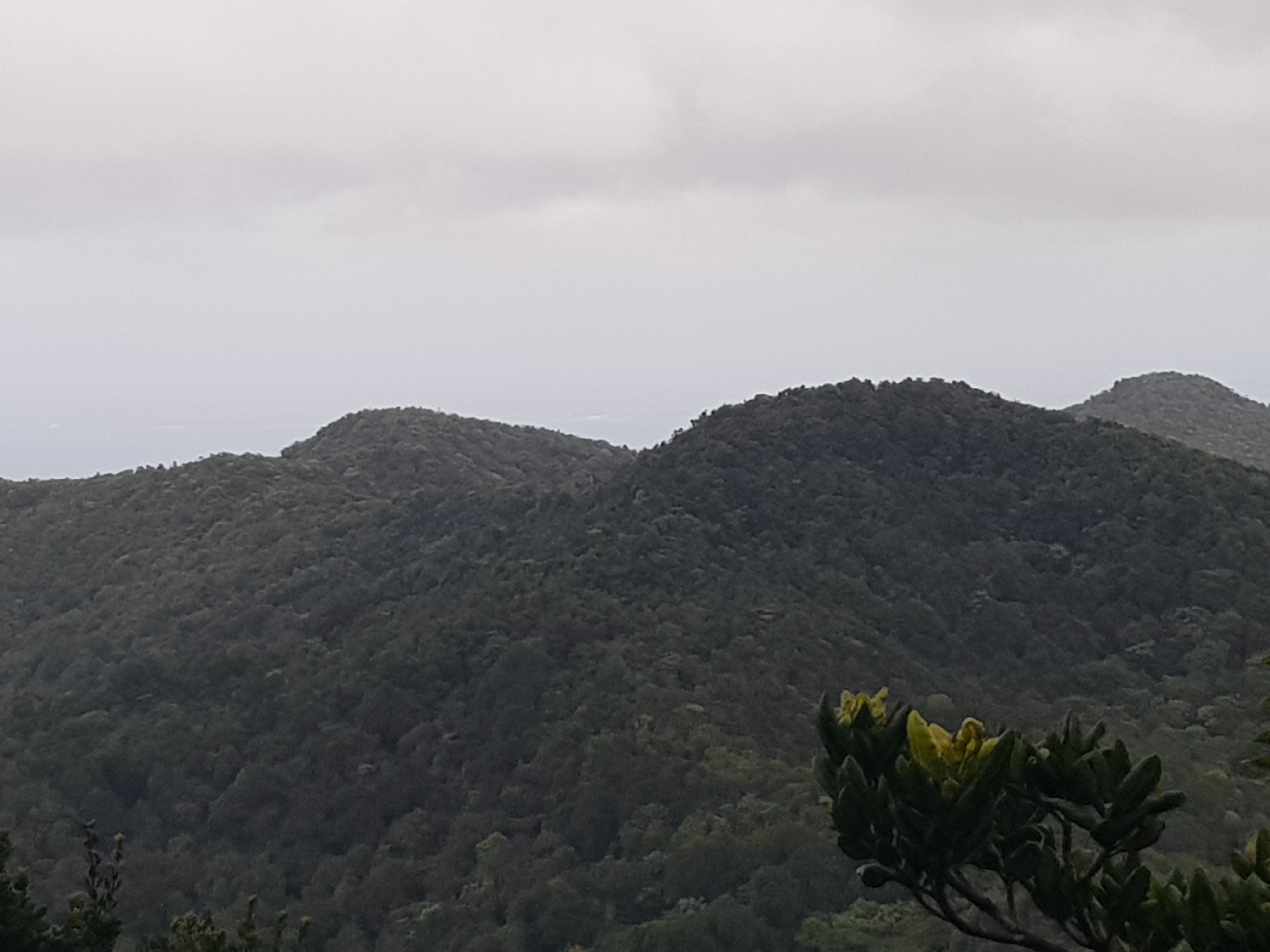
Piton Baille-Argent vu du sommet de Belle-Hôtesse.
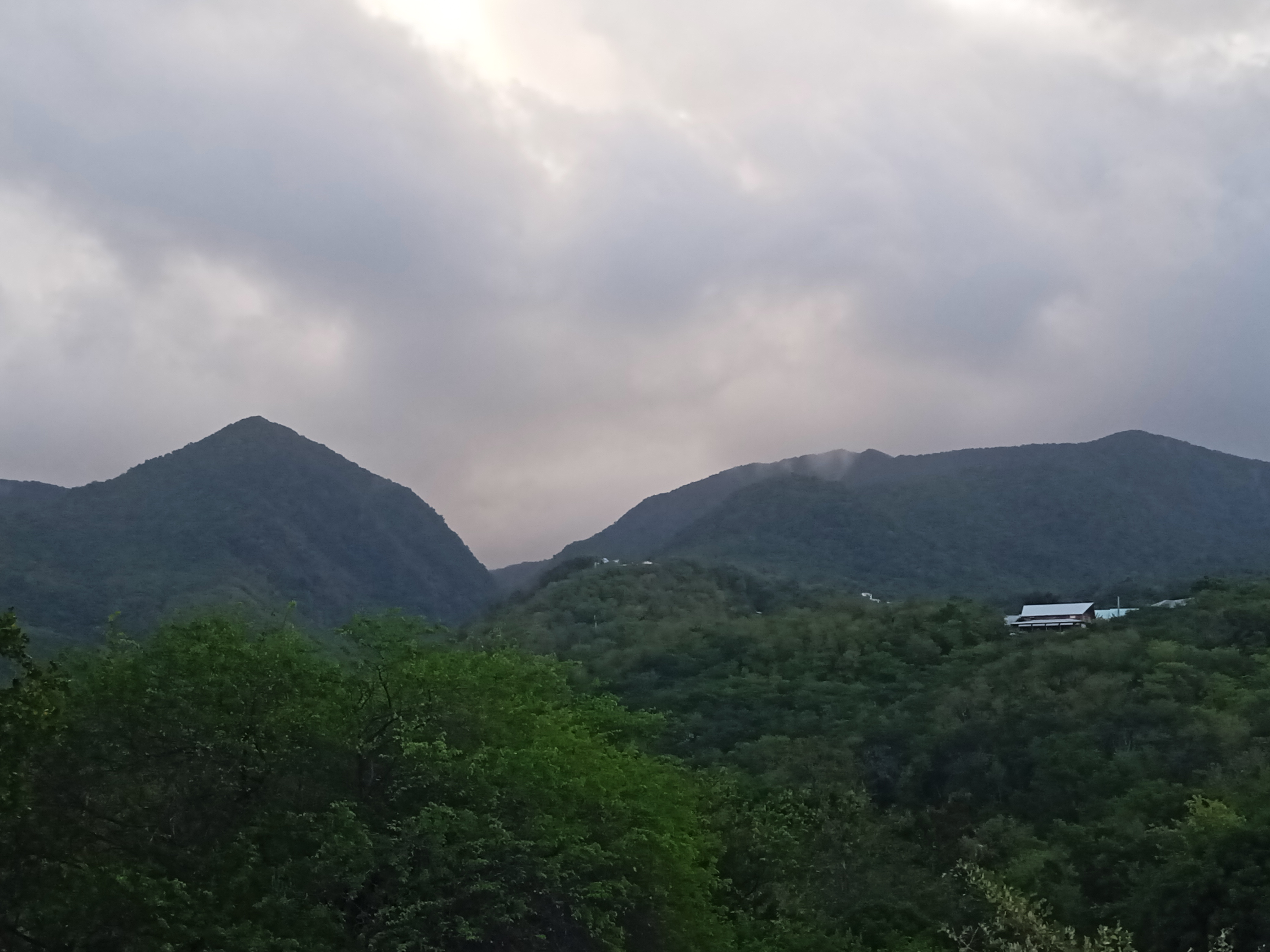
Piton Baille-Argent et Belle-Hôtesse par le hameau de Baille-Argent.